# Pfiesteriaceae
Pfiesteriaceae es una familia de organismos unicelulares del orden de los Dinamoebales de la superclase Dinoflagellata, clase Dinophyceae.
Los individuos de estas especies son unicelulares polimórficos, con etapas en las que alternan dos y tres flagelos (planctónicas y efímeras) con quistes y formas ameboides. Entre cada etapa existen formas de transición. Presentan cleptocloroplastos; su forma de nutrición es heterotrófica y mixotrófica.
Al menos una de las especies de esta familia (P. piscicida) ha sido asociada con efectos neurotóxicos en humanos y muerte de peces en estuarios muy eutrofizados.